# Saint-Prix (Valle del Oise)
 Saint-Prix  es una población y comuna francesa, en la región de Isla de Francia, departamento de Valle del Oise, en el distrito de Pontoise y cantón de Saint-Leu-la-Forêt.

## Demografía
| 522                       | 476 | 477 | 438 | 440 | 475 | 456 | 457 | 440 | 429 | 461 | 474 | 480 | 510 | 576 | 556 | 567 | 611 | 761 | 839 | 1 042 | 1 597 | 1 997 | 2 522 | 2 562 | 2 999 | 3 825 | 4 302 | 5 435 | 4 981 | 5 623 | 6 767 | 7 214 | 7 245 |
| (Fuente: INSEE y Cassini) |     |     |     |     |     |     |     |     |     |     |     |     |     |     |     |     |     |     |     |       |       |       |       |       |       |       |       |       |       |       |       |       |       |

## Personajes célebres
- Charles-Philippe Larivière (1798-1876), artista pintor, enterrado en Saint-Prix al lado de su pariente, Albert Maignan.
- Albert Maignan, (1845-1908), artista pintor residió y falleció en esta comuna.
- Jean-Victor Badin (1872-1949), nacido en Toulouse, este escultor está enterrado en el cementerio de Saint Prix, donde pueden verse dos esculturas funerarias de su mano.